# هنری والمن
هنری «هنک» والمن (انگلیسی: Henry "Hank" Wallman؛ ۱۹۱۵–۱۹۹۲) ریاضی‌دان آمریکایی بود که برای کارهایش در نظریه مشبکه، نظریه بعد، توپولوژی و طراحی مدار الکترونیکی شناخته شده است.